# 관성 좌표계
관성좌표계(慣性座標系)는 고전 역학에서 뉴턴의 운동법칙 중 제1법칙이 성립하는 좌표계를 말한다. 즉, 관성 좌표계에서 아무런 힘도 작용하지 않는 물체는 정지해 있거나 등속 직선 운동을 한다. 따라서 일정한 속도를 갖는 모든 계(frame)가 관성 좌표계에 해당되며 모든 관성 좌표계에서 물리 법칙은 동일하게 적용할 수 있다. 만일 어떤 좌표계가 가속도를 가지고 있다면 그 좌표계 안의 물체는 아무런 힘이 작용하지 않을 때도 가속도를 갖게 되어 뉴턴의 1법칙에 어긋난다. 그러나 이것은 자연을 기술하는 수많은 형식들 중 뉴턴 역학이 선택되었기 때문이지 절대적인 것은 아니다. 만약 가속도를 갖는 좌표계를 기본 좌표계로 선택하였다면 물리 법칙은 다른 형태로 발전했을 것이며 힘의 정의도 달라졌을 것이다. 즉, 관성 좌표계는 자연계를 뉴턴 역학으로 기술하기 위한 가장 기본적인 장치이다. 또, 모든 관성 좌표계는 속도에 상관없이 갈릴레이 변환에 대하여 불변이라 정의하는데 이는 뉴턴 역학에서 절대공간과 절대시간이 전제가 됨을 의미한다.

## 역사

### 자연 운동(Natural Motion)
자연을 기술하는 것은 발명 또는 발견된 개념 및 요소들 간의 ‘관계(Relationship)'를 밝히는 것이다. 관계를 밝히려면 모든 자연계를 통틀어 성립할 수 있을 만한 특정한 기준이 필요하다. 이러한 기준을 어떻게 정하느냐에 따라서 자연을 기술하는 형식과 체계는 유동성을 띄게 된다. 이러한 측면에서 자연 운동(Natural Motion)을 정의하는 것은 물리 법칙의 정립에 있어 가장 기본적이고 필수적이다. 이것은 법칙이 될 수 없으며 하나의 큰 논리를 세우기 위한 대전제일 뿐이다. (관성의 법칙은 한 번도 실험적으로 입증되지 않았으며 그것이 절대적으로 성립하는 법칙이라고 말할 수 있는 사람은 아무도 없다.)자연 운동이란 아무런 외부의 영향도 가해지지 않았을 때의 운동을 의미한다. 관성 좌표계는 자연 운동이 정지 또는 등속 직선 운동인 좌표계이다. 자연계의 기본 운동이 무엇이냐에 대한 논의는 아주 오래전부터 있어 왔다. 아리스토텔레스까지 거슬러 올라가 자연 운동에 대한 역사를 살펴본다.

### 아리스토텔레스(Aristotle, B.C 384~322)
아리스토텔레스는 자연스러운 위치를 결정함으로써 자연 운동을 정의하였다. 사물의 자연스러운 위치는 자연 운동을 일으키는 원인이 된다. 즉, 자연스러운 위치에서 벗어난 것은 원래 위치로 돌아가기 위해 스스로 움직인다. 아리스토텔레스는 지상계를 4가지 원소인 물, 불, 흙, 공기로 이루어져 있으며 이들은 촉촉함(moist), 건조함(Dry), 차가움(cold), 뜨거움(hot)의 4가지 성질과 관련있다. 물과 흙은 무거우므로 지구 중심방향으로 이동하려 하고 불과 공기는 가벼우므로 주변부로 이동하려 한다.
천상계를 이루는 물질은 제 5의 원소인 에테르로서 완전성과 불변성의 상징인 원운동이 자연스러운 운동으로 간주되었다. 즉, 아리스토텔레스의 자연 운동은 지구 중심 방향이나 그 반대 방향을 가진 직선운동, 그리고 원운동이었으며 그것은 이루는 물질 고유의 성질에 기인한 것이었다. 예를 들어 돌을 자유 낙하 시켰을 때 지구 중심방향으로 떨어지는 것은 4원소 중 흙으로 이루어진 돌이 자연스럽게 본연의 위치로 돌아가는 과정이므로 자연 운동에 해당하는 것이다. 후에 갈릴레오(Galileo Galilei,1564~1642)가 그의 논문 및 저서에서 자연 운동을 정지 또는 등속 직선 운동으로 이해한 부분들이 있으나 이것은 원운동의 일부로서의 직선을 의미한 것으로 분석되므로 아리스토텔레스의 자연 운동 관점을 완전히 벗어났느냐 하는 점에서는 논란의 여지가 많다.

### 데카르트 (Rene Descartes, 1596-1650)와 호이겐스(Christiaan Huygens, 1629-1695)
데카르트는 자연을 마치 거대한 기계장치와 같이 보는 기계철학의 선구자이다. 그의 철학에서 자연은 물질과 그것의 운동으로 설명할 수 있으며 물질은 그 자체로서 어떤 활성도 갖지 못한다. 이것은 그의 철학이 세에 운동의 원인을 물질 내부에서 찾으려 했던 관점에서 벗어났음을 의미한다. 그렇다면 물체를 운동하도록 하는 것은 외부의 그 무엇이고 운동을 지속시켜 주는 외부적 요인이 아무것도 없다면 운동은 물질이 처하는 하나의 상태이다. 따라서 외부의 작용이 없는 한 물질은 자신의 운동의 상태를 그대로 지속하려는 경향, 즉 관성을 지닌다고 보게 된 것이다(4). 즉, 데카르트는 자연 운동을 정지 또는 등속 직선 운동으로 정의하였고 이것은 현대의 관성 개념으로 이어진다. 그러나 데카르트는 행성의 운동을 ‘소용돌이 이론’(Vortex Theory)'으로 설명하려 했고 그것은 진공과 원거리 작용을 인정하지 않았던 데카르트에게 있어 포기할 수 없는 이론이었다. 우주를 채우고 있는 에테르의 소용돌이로 행성의 지속적인 원운동을 설명하려 했던 그의 우주관에는 이렇듯 원운동을 당연한 것으로 생각하는 경향이 남아 있다. 데카르트는 원운동에도 관심이 많았다. 그러나 원운동과 원심력에 관한 데카르트의 논의는 본질적으로 정성적인 차원에 머물러 있었고 이것을 정량적인 논의로 발전시킨 것은 호이겐스였다. 호이겐스는 위와 같은 원심적 경향을 '원심력'(centrifugal force)이라고 불렀다. 데카르트와 호이겐스는 원운동을 하는 물체가 지닌 원심적 경향에 주목하며 그것이 원운동의 제약을 풀어 주었을 때 원운동으로부터 벗어나서 접선방향의 운동을 하게 하는 힘임을 주목하는 것이다. 이런 면에서 그들은 아직도 원운동을 당연한 운동으로 보고 그것으로부터 벗어나려는 경향을 설명이 필요한 것으로 보고 있는 셈이다. 고대 이래 줄곧 특수한 위치를 차지해 온 원운동의 중요성이 그렇게 쉽게 소멸될 수는 없었다.

### 뉴턴(Isaac Newton, 1642-1727)
관성의 법칙은 외부의 영향을 받지 않은 물체는 정지해 있거나 등속 직선 운동을 한다는 것으로 뉴턴의 운동 제 1법칙으로 알려져 있다. 이것은 데카르트의 자연 운동을 수용한 것으로 보인다. 데카르트의 ‘자연의 원리(Principia Philosophiae)’와 뉴턴의 ‘자연 철학의 수학적 원리(Philosophiae Naturalis Principia Mathematica)’를 비교 분석한 연구들에서는 ‘자연 철학의 수학적 원리’ 중 특히 자연 운동을 정의한 ‘LEX Ⅰ’과 운동의 변화에 저항하려는 물체 내부의 힘(Vis Insita)을 설명한 ‘Definition Ⅲ’에 데카르트가 사용했던 독특한 표현이 자주 등장한다는 것을 발견했고 이것이 뉴턴이 직접적으로 데카르트의 영향을 받았음을 시사한다고 주장했다.이 사실은 거짓이며 현재 연구 중이다.

### 아인슈타인(Albert Einstein, 1879~ 1955)
아인슈타인이 직접 자연 운동에 대하여 정의내리지는 않았으나 일반 상대성이론의 등가 원리에 따르면 공간은 거대한 질량체에 의해 휘게 되고 물체는 그 곡률을 따라 자연스럽게 움직이며 이것이 중력의 근원이다.즉, 공간의 휘어짐에 따라 물체의 궤적이 질량체 쪽으로 끌려가는 것이 마치 질량체가 물체를 끌어당기는 것처럼 보이며 그것을 우리는 중력으로 정의했던 것이다. 뉴턴 역학에서 힘으로 정의했던 것이 더 이상 힘이 아닌 순간 자연 운동을 정지 또는 등속 직선 운동으로 이해해 왔던 고전 역학적 믿음이 흔들린다. 중력장에서 자유 낙하하는 물체는 자연 운동을 한 것으로 보아야 하기 때문이다. 즉, 뉴턴 역학에서 정의했던 힘은 관성 질량을 가속도로 움직이게 하는 외부 요인을 의미했다. 그러나 아인슈타인의 자연 운동은 곡률이 있는 비 유클리드 공간에서 자유 입자가 측지선(geodesic)을 따라 움직이는 것이다.

## 관성 좌표계의 의미

### 자연 운동의 정의
관성 좌표계는 뉴턴의 1법칙을 만족하는 계로서 그 안에서 물체의 자연 운동은 정지 또는 등속 직선 운동이다. 따라서 자연운동에서 벗어나는 운동은 외부의 영향으로 설명되어야 하며 그 원인은 뉴턴 2법칙에서 정의되고 있다. 현재 자연을 기술하는 가장 보편적인 도구는 뉴턴 역학이며 이 편리한 도구를 원활하게 사용하기 위해 관성 좌표계를 설정한 것이다. 자연 운동에 대한 정의는 앞에서 살펴보았듯이 시대에 따라 변해 왔으며 만일 다른 형태의 자연 운동을 받아들였다면 관성 좌표계의 정의와 역학 체계는 전혀 다른 형태로 발전했을 것이다. 예를 들어 ‘아무런 힘도 받지 않는 물체는 등속 원운동을 유지한다’ 고 정의하면 일정한 속력으로 회전하는 계를 관성 좌표계로 정의했을 것이며 등속 직선 운동은 외부의 영향으로 설명되어야 하는 운동이 된다. 즉, 현재 우리가 가상의 힘으로 정의하는 ‘원심력’이 실제적인 힘으로 바뀐다. 이러한 관점에서 뉴턴 역학이 자연을 설명하는 수많은 가능성들 중 하나라고 한다면, 뉴턴이 고안한 이 고도의 논리 체계가 발명인가 발견인가 하는 것에 논란의 여지가 있다.

### 공간과 시간

#### 뉴턴의 절대 시공
뉴턴의 그의 저서 프린키피아에서 (Mathematical Principles of Natural Philosophy) 처음에 질량과 운동량 및 힘에 대한 기본 정의를 하고 운동 법칙에 대하여 기술한다. 그 다음에 제시되는 ‘Schollium'에는 시간과 공간, 위치와 운동에 대한 언급이 나온다.
‘Absolute space, in its own nature, without relation to anything external, remains always similar and immovable. Relative space is some movable dimension or measure of the absolute spaces: which our senses determine by its position to bodies; and which is commonly taken for the immovable space’
(Newton 1952a, pp 8–9, 절대 시간에 대한 설명은 이것과 대칭적이다.)
또 뉴턴은 절대 시공에 대하여 우리가 너무나 잘 알고 있는 것이기 때문에 따로 설명하지 않으며 절대 시공은 영원불변의 존재라고 하였다. 그러나 우리는 뉴턴의 1법칙에 대하여 자문해볼 필요가 있다. ‘아무런 힘도 작용하지 않는 물체는 정지해 있거나 등속 직선 운동을 한다.’ 그렇다면 이것은 과연 무엇에 대한 정지 또는 등속직선 운동을 말하는 것인가? 뉴턴은 이것을 절대 공간으로 보았고 그 당시에는 하늘에 떠있는 항성을 기준으로 했다고 한다. 뉴턴에게 있어서 절대 공간의 존재는 뉴턴의 운동법칙이 적용될 수 있는 이상적인 조건을 제공한다는 의미에서 꼭 정의되어야 했고 매우 중요한 문제였다, ‘뉴턴의 양동이 실험(Newton's Bucket)'은 뉴턴이 절대 공간의 존재를 증명하기 위해 수행했던 사고실험으로 유명하다.
그림과 같이 양동이에 물이 차 있다. 먼저 물이 회전축을 중심으로 회전하는 경우를 생각해 보자. 시간이 지날수록 물은 점차 바깥쪽으로 밀려나가고 양동이 벽은 움직이지 않기 때문에 가장자리 쪽의 수면이 높아질 것이다. 이 상황은 상대론적 관점에서 양동이는 정지해 있고 양동이를 제외한 우주 전체가 회전하는 것과 동등하다. 그러나 이 경우에는 수면의 높이가 변하지 않을 것이다. 뉴턴은 이 실험으로부터 절대 공간에 대한 가속만이 역학적으로 의미있는 진짜 가속도 임을 주장했다. 즉 물이 회전하는 것은 절대공간에 대해 도는 것이므로 돌지 않을 때와 근본적으로 다르고, 그 차이가 수면이 포물면을 이루는 현상으로 나타난다는 것이다.
뉴턴의 저서 자연철학의 수학적 원리(Mathematical Principles of Natural Philosophy)에는 이러한 공간 및 시간의 절대성에 대한 뉴턴의 신념이 신학적 관점과 섞여서 사실상 신앙의 형태로 나타나 있다. 뉴턴에게 있어서 운동의 절대적 기준은 절대 공간에 대하여 어떻게 움직이는가 하는 것이었다.
즉, 뉴턴 역학에서의 관성 좌표계는 절대 공간에 대하여 등속 직선 운동하는 모든 좌표계를 의미하며 무한개가 존재한다. 그러나 절대 공간의 기준이라고 생각되었던 에테르 개념이 마이켈슨 몰리 실험에 의해 폐기되고 아인슈타인의 상대성이론이 대두되면서 뉴턴의 절대 시공 개념은 힘을 잃었다. 따라서 현대적 관성 좌표계의 의미는‘절대 공간'에 대하여 일정한 속도로 움직이는 좌표계가 아니라‘가상의 힘'이 발생하지 않는 좌표계로 의미가 수정되었다.

#### 상대론(Relativism)
상대주의 또는 상대론에 의하면 절대 시공은 존재하지 않으며 물질의 위치와 그것의 운동은 완전히 상대적으로만 파악할 수 있다.

##### 갈릴레이의 상대성( Galileian Relativity )
갈릴레이의 상대론적 관점은 그의 저서 ‘두 체계의 대화’( Dialogue Concerning the Two Chief World Systems ,1632)’ 에 유명한 ‘배 사고실험’을 통해 언급되어 있다.
그러므로 배에 물품이 실렸는데 이들이 베니스를 떠났다고 가정해보자, 그리고 알레포에 갔다. 그리고 베니스에 돌아왔고 다시 콜프로 향했고 등등등 이라고 해보자.
배는 서있고 그리고 물품들은 움직이지 않는다 하지만 상자와 번들같은 배에 실린 것들과 배 자체에 대한 고려를 해볼때
베니스로부터 시리아까지 움직임은 전혀 없다. 또한 이것들에 대한 관계성또한 전혀 없다.
이는 지구가 혼자 움직이는 것과 그리고 지구를 제외한 전 우주속에서 움직이는 것과도 동일하다.
선입견과는 상관없이 결과들은 이런 움직임에 의존한다고 볼 수 있다.
당신이 친구와 함께 문 처닫고 갑판 밑의 주 창고에 가있어 봐라.
그리고 조금의 나비들과 파리 또한 마찬가지.
게다가 큰 물어항도, 그리고 그 안에 물고기도 있다고 한번 생각해봐라.
배가 여전히 정지해있는 상태에서 작은 곤충들 같은 애들이 캐빈 내에의 여러 모든 방향으로, 얼마만큼의 속도로 움직이는지 속도를 관찰해라
그리고 친구에게 무언가를 던져 본다고 하면 당신은 더 이상 특정한 한 방향에서 다른 나머지 방향과는 다르게 더 강한 힘으로 던질 필요는 없을 것이다
그리고 똑같은 거리에서는 발을 디뎌 뛰어오르면 당신은 모든 방향에서든지 같은 공간을 지나게 된다.
만약 당신과 같은 어느 속도로 배가 전진하면, 당신이 자유로이 움직일 수 있을 만큼 행동이 배하고 동기화가 어느 정도 된 시간이 지난 후,
그리고 위아래로 요동치는 그런 게 없다고 하자.
그러면 당신은 배가 아직도 서있는지 아니면 움직이고 있는지 이런 곤충들이나 아니면 어떤 공놀이나 아니면 어떤 것으로부터든 변화를 감지할 수 있는 단서를 제공해줄 수 있는 것이 하나도 없을 것이다.
바닥에서 점프해도 이전과 다를 바없는 같은 공간을 지날 것이다.
동지에게 뭔갈 던지는 경우에도 당신은 공을 주는데 더 많은 힘이 들거나 하지 않으며 그가 후미에 있든 선미에 있든 상관없다.
어항에 있는 물고기는 선미를 향해 헤엄치는데 후미로 헤엄치는 것보다 더 많은 힘을 기울일 필요도 없다.
그리고 나비와 파리들은 이전과 다를 바없이 모든 방향으로 동일하게 날아갈 것이다.
이 사고 실험의 요지는 일정한 속도로 항해하는 배 안에서 배가 움직이고 있는지 아닌지 알아내 수 있는 방법은 없다는 것이다. 즉 일정한 속도로 움직이는 모든 좌표계에서 물리법칙은 동일하게 적용되며 이러한 좌표계는 모두 관성 좌표계이다.관성 좌표계들을 물리적 실험이나 장치를 통해 구분하는 것은 불가능하다. 갈릴레오는 이 사고 실험을 통해 코페르니쿠스 체계(지동설)도 우주를 설명하는 하나의 가능성임은 주장할 수 있었으나 프톨레마이오스 체계(천동설)이 잘못되었음을 반증할 수는 없었다. 갈릴레오의 배 사고 실험은 관성 좌표계의 정의를 이해하는데 좋은 예시이지만 절대 공간의 존재 여부를 판단하기에는 부족하다. 표면적으로는 정지 상태와 모든 등속 직선 운동은 구분할 수 없으므로 절대적인 등속 직선 운동은 존재하지 않고 따라서 절대 공간은 없다는 결론에 도달한다. 그러나 이것만으로 절대 공간의 존재를 부정하기에는 부족하다는 의견이 있다. 우리가 인식하지 못한다고 해서 절대 공간이 없다고 할 수 없기 때문이다.

##### 라이프니츠의 상대주의(Leibniz‘s Relativism)
뉴턴에 의하면 절대 시공은 신적인 것이었고 그에 비해 라이프니츠(Gottfried Wilhelm Leibniz, 1646∼1716)는 인간에 의해 인식되지 못하기 때문에 절대 시공 개념은 아무 의미가 없다고 주장하였다. 라이프니츠의 주장을 뉴턴은 ‘양동이 사고실험’으로 반박하였으나 라이프니츠는 양동이의 ‘회전’이 관성좌표계에 대한 회전이지 절대 공간에 대한 회전이라고 말할 수는 없다는 이유로 중요시하지 않았다.
클라크와의 서신교환에서 라이프니츠는 공간과 시간에 대한 두 가지의 적극적 이론을 제시한다. 첫째로 공간과 시간은 실체나 속성이 아니라 관계라는 것이다.‘공간은 공존의 질서이다.’,‘시간은 연쇄적 존재들의 질서이다.’이와 같이 라이프니츠는 공간과 시간은 물체와 사건들이 독립적으로 존재하는 실체로서의 공간과 시간이라는 뉴턴의 절대 시공 이론에 직접적으로 반대한다. 라이프니츠에게 물체란 공간에 선행하며 사건이란 시간에 선행하는 것이었다. 즉, 물체가 없이 공간은 존재할 수 없고, 사건이 없이 시간은 존재할 수 없다는 주장이다. 이러한 명제는 실체 홀로 충분히 사실적이고 완벽하며 그 외의 것은 단순한 정신적 구성물에 불과하다고 설명될 수 있다.
클라크와의 서신교환에서 라이프니츠는 뉴턴의 절대 시공 개념에 대해 반박 이유를 제시하는데 그 중 중요한 것이 충족 이유율(Principle of Sufficient Reason)이다. 뉴턴의 절대 공간계는 우주가 없이는 존재할 수 없으며 수많은 모든 계는 동등하다. 이런 이유로 하나의 계와 그것을 제외한 모든 계의 합 역시 동등하다. 절대 공간계가 존재하기 위한 충분한 이유가 없으므로 뉴턴의 절대 공간은 존재할 수 없다고 라이프니츠는 주장한다. 그러나 이들의 논쟁은 물리학 보다는 형이상학에 가까웠다. 후에 뉴턴의 절대 시공 개념은 아인슈타인의 상대성 이론에 의해 완전히 폐기된다.

##### 마흐의 원리(Mach's Principle)
마흐(Ernst Mach, 1838~1916)는 보지 않은 것은 믿을 수 없다는 철저한 실증주의적 관점을 가졌고, 이에 따라 직접 관측할 수 없다는 이유로 원자의 개념도 강하게 부정해서 볼츠만과 대립할 정도였다. 마흐는 절대공간 역시 관측할 수 없다는 이유로 강하게 부정하였다. 뉴턴이 절대공간의 존재를 주장하면서 제시했던 양동이 사고실험에 대하여 마흐는 물질 사이의 관계에서 기인하는 효과로 해석하는데 이것이 ‘마흐의 원리’이다. 마흐에 의하면 가속운동을 하는 물체가 경험하는 관성력은 전체 우주 우주의 다른 물체들의 양과 분포에 의해 결정된다. 마흐는 원심력은 물체의 절대 회전의 결과라는 뉴턴의 견해를 비판하면서, 멀리 떨어져 있는 우주의 거대한 질량에 대한 상대적 회전이 원심력이라고 주장했다. 이러한 마흐의 주장은 관성의 본질을 바꾸는 주장이었다.
뉴턴역학에서는 절대공간과 그것에 대해 일정한 속력으로 움직이는 계를 관성 좌표계 묶음으로 보았다. 이러한 무한개의 관성 좌표계들에 대하여 등속 직선 운동을 하는 물체는 전혀 힘이 작용하지 않는 물체로 전제하였다. 그러나 마흐는 멀리 떨어진 항성들의 집합을 하나의 변하지 않는 좌표계로 설정하였고 항성 좌표계의 입장에서 뉴턴의 등속 직선 운동은 정지 상태로 간주된다. 마찬가지로, 뉴턴 역학이 적용되는 국소적인 좌표계는 항성 좌표계 입장에서는 대략 회전하지 않는 좌표계로 간주된다. 이처럼 하나의 계를 제외한 나머지 우주를 항성 좌표계로 설정한 것은 관성을 운동학이 아닌 동역학으로 취급해야 함을 의미한다. 또, 질량체의 관성은 그것을 제외한 나머지 우주에 의해 결정되므로 상대적인 양이 된다. 마흐는 뉴턴의 양동이 실험에서 물의 수면 높이가 변한 것을 물을 둘러싼 우주와 물 사이의 상호작용 때문이며 물과 양동이를 제외한 우주에 아무것도 존재하지 않는다면 수면은 변하지 않을 것이라고 설명하였다. 절대공간 개념을 폐기하고 회전 운동과 병진 운동의 경계를 없앤 마흐의 논리는 후에 아인슈타인이 특수상대성이론과 일반상대성이론의 영감을 떠올리는 데 도움을 주었다고 한다.

### 공간과 시간의 균질성(space-time homogeneous)
뉴턴의 1법칙에서 보이는 자연 운동의 영원성에는 시간과 공간이 갖는 균일성도 내포되어 있다. 아무런 힘도 작용하지 않는 물체의 운동이 영원히 균일한 속력과 방향을 유지하려면 단위 시간동안 나타난 운동 양상이 무한히 반복되어야 한다는 전제가 필요하기 때문이다. 이것은 라그랑지안과 오일러 방정식을 이용하면 비교적 간단히 수학적으로 증명할 수 있다. 일반 좌표계를 {\displaystyle (\mathbf {q} _{1},\mathbf {q} _{2},\mathbf {q} _{3},...\mathbf {q} _{s})}로 설정하면 라그랑지안은 다음과 같이 표현된다.
```

  

    

      

        

          
L

        

        
(

        

          

            
q

          

          

            
1

          

        

        
,

        

          

            
q

          

          

            
2

          

        

        
,

        

          

            
q

          

          

            
3

          

        

        
,

        
.

        
.

        
.

        

          

            
q

          

          

            
s

          

        

        
,

        

          

            

              

                

                  
q

                

                

                  
1

                

              

              
˙

            

          

        

        
,

        

          

            

              

                

                  
q

                

                

                  
2

                

              

              
˙

            

          

        

        
,

        

          

            

              

                

                  
q

                

                

                  
3

                

              

              
˙

            

          

        

        
,

        
.

        
.

        
.

        

          

            

              

                

                  
q

                

                

                  
s

                

              

              
˙

            

          

        

        
,

        
t

        
)

      

    

    
{\displaystyle \mathbf {L} (\mathbf {q} _{1},\mathbf {q} _{2},\mathbf {q} _{3},...\mathbf {q} _{s},{\dot {\mathbf {q} _{1}}},{\dot {\mathbf {q} _{2}}},{\dot {\mathbf {q} _{3}}},...{\dot {\mathbf {q} _{s}}},t)}

  

```

변분 원리를 적용하면 다음 적분식은 최솟값을 가져야 한다.
```

  

    

      

        

          

            
∫

            

              

                
t

                

                  
1

                

              

            

            

              

                
t

                

                  
2

                

              

            

          

          

            
L

          

          
(

          

            
q

          

          
,

          

            

              

                

                  
q

                

                
˙

              

            

          

          
,

          
t

          
)

          

          
d

          
x

        

      

    

    
{\displaystyle \textstyle \int _{t_{1}}^{t_{2}}\mathbf {L} (\mathbf {q} ,{\dot {\mathbf {q} }},t)\,dx}

  

```

시간과 공간일 균일성을 갖는다고 가정하면 함수 {\displaystyle \mathbf {L} }은 오로지 {\displaystyle {\mathit {v}}}만의 함수이며 공간이 균일하므로 공간 변수는 스칼라 값을 갖는다. 따라서 함수 {\displaystyle \mathbf {L} }은 다음과 같은 형태이다.
```

  

    

      

        

          
L

        

        
=

        

          
L

        

        
(

        

          

            
v

          

          

            
2

          

        

        
)

      

    

    
{\displaystyle \mathbf {L} =\mathbf {L} (\mathrm {v} ^{2})}

  

```

공간은 균일함을 전제하였으므로
```

  

    

      

        
∂

        

          
L

        

        

          
/

        

        
∂

        
r

        
=

        
0

      

    

    
{\displaystyle \partial \mathbf {L} /\partial r=0}

  

```

이것을 이용하여 오일러 방정식에 적용하면 다음과 같은 결과가 나온다.
```

  

    

      

        

          

            
d

            

              
d

              
⁡

              
t

            

          

        

        
(

        
∂

        

          
L

        

        

          
/

        

        
∂

        

          
v

        

        
)

        
=

        
0

      

    

    
{\displaystyle {\operatorname {d}  \over \operatorname {d} t}(\partial \mathbf {L} /\partial \mathrm {v} )=0}

  

```

{\displaystyle \partial \mathbf {L} /\partial \mathrm {v} }는 오로지 {\displaystyle \mathrm {v} } 만의 함수이므로 시간에 따라 일정한 속력을 가져야 함을 의미한다. 즉, 시간과 공간이 균일함을 전제된 관성 좌표계에서 운동하는 물체의 속력은 크기와 방향이 일정하다. 이것이 바로 관성의 법칙이다. 이와 같이 공간과 시간의 균일성을 전제로 관성의 법칙이 도출되며 이것을 바탕으로 한 논리체계인 뉴턴 역학은 무한개의 관성 좌표계에서 모두 같은 양상으로 성립하는 것은 어쩌면 당연한 것이다.

### 아인슈타인의 상대성 이론과 관성 좌표계의 확장
뉴턴 역학에서는 물체의 자연 운동을 등속 직선 운동으로 정의하고 절대 공간에 대하여 등속 직선 운동하는 모든 좌표계를 관성 좌표계로 전제하였다. 그러나 위에서 살펴본 바와 같이 여러 학자들에 의해 절대 공간은 부정되었고 특히 아인슈타인의 특수 상대성 이론과 일반 상대성 이론은 뉴턴 역학을 아우르는 좀 더 큰 범주에서 시간과 공간 그리고 힘을 이해하는 일반적인 체계를 제공하였다. 뉴턴이 살던 시대에 항성 주위 어딘가로 간주되었던 절대 공간은 그 후 에테르라는 가상의 매질이 절대 운동의 기준인 것으로 믿어졌고, 마이켈슨 몰리 실험으로 그것이 존재 하지 않음이 밝혀졌다. 마이켈슨 몰리 실험은 에테르를 발견하기 위한 것이었으나 목적을 달성하지 못했지만 빛의 속력이 일정함을 실험적으로 증명할 수 있었다. 그러나 광속이 일정하다는 것은 맥스웰 방정식으로는 쉽게 보일 수 있었지만 뉴턴 역학으로는 설명할 수 없었다. 뉴턴 역학에 의하면 광원의 속도에 따라 광속은 달라지며 심지어 무한대가 될 수도 있기 때문이다. 아인슈타인은 광속이 불변임을 받아들인다. 모든 관성계에서 물리 법칙이 동일하게 적용되기 위해서는 기존의 갈릴레오 변환이 아닌 새로운 변환체계가 필요했다. 그것이 바로 특수 상대성 이론에 등장하는 수학적인 계산 부분인 ‘로렌츠 변환’이다. 이것은 각 관성계에서 나름대로 측정한 물리량들은 제각기 다를 수 있는데 한 관성계에서 관찰한 물리량 값에서 다른 관성계에서 측정한 물리량 값을 계산할 수 있는 절대적인 규칙이다. 특수 상대성 이론의 두 가지 대전제는 다음과 같다.
1. 모든 관성계에서 물리 법칙은 동일하다.
2. 진공에서 빛의 속도는 일정하며 광원의 움직임과 무관하다.

이것은 결국 ‘광속의 일정함’을 모든 관성계에서 성립하도록 하기 위한 것이었으며 특수 상대성 이론은 맥스웰의 전자기학 때문에 깨어질 수 있었던 ‘갈릴레오의 불변 원리(Galileian Relativity 또는 Galileian Invariance)'를 갈릴레오 변환이 아닌 로렌츠 변환을 적용함으로써 살려낼 수 있었다. 그 필연적인 결과로 ‘시간과 공간은 별개의 것이 아니며 관찰자의 운동 상태에 따라 상대적이다’ 라는 결론으로 귀결된다. 이로써 물리법칙은 모든 관성계에서 같은 형태로 기술되며 절대 공간은 물리적으로 무의미한 것이 된다. 아인슈타인은 특수 상대성 이론은 1916년 일반 상대성 이론으로 발전하였다. 특수 상대성 이론이 서로 등속 직선 운동 하는 관성계라는 특수 상황을 바탕으로 했다면 일반 상대성 이론은 가속되는 좌표계까지 포함하는 이론이다. 일반 상대성 이론의 기본 원리는 ‘등가 원리 (Equivalence Principle)'로서 가속도의 효과와 힘은 구별할 수 없다는 것이다. 가속되는 계에서 나타나는 가속도 효과는 뉴턴 역학에서 말하는 가상의 힘인 ‘관성력’이다. 그러나 ‘관성력’과 ‘중력’을 구분할 수 없으며 동등하다. 예를 들어 구심 가속도가 g 인 비관성계는 중력이 작용하는 관성계와 구분할 수 없다. 결국 어떤 계가 가속운동을 하느냐 등속 직선 운동을 하느냐와 관계없이 모든 좌표계는 동등하다. 가속되는 한 계의 관성력은 다른 계에서 다른 형태의 실제 힘으로 인식될 수 있기 때문이다. 뉴턴 역학의 적용을 위한 대전제였던 관성 좌표계는 특수 상대론에 의해 (뉴턴 역학과 전자기학을 포함하는)모든 물리 법칙이 동일하게 적용되는 좌표계로 확장되었고 절대 공간 개념은 폐기되었다. 또 일반 상대론은 가속도 효과와 중력을 통합하고 그것을 모든 자연 현상에 적용함으로써 관성계와 비관성계의 경계를 허물었다.

## 같이 보기
- 미분동형사상
- 갈릴레이 불변성
- 로런츠 공변성
- 뉴턴 운동 법칙